# Водосховище Малий Гноянець
Водосховище «Малий Гноянець» — водосховище, що розташоване у межах Яворівського району Львівської області на річці Малий Гноянець — лівої притоки річки Шкло (басейн Сяну). Площа озера — 1,2 км², повна ємність — 2,63 млн м³, корисна ємність — 2,13 млн м³. Балансоутримувач КРГ «Яворівське». Використовується для організації любительського та спортивного рибальства.